# Gilberto Gil
Gilberto Gil (Gilberto Passos Gil Moreira) (26 de junio de 1942, Salvador, Bahía). Es un cantante, guitarrista, compositor y ex-ministro de cultura de Brasil. Su música tiene influencias de diversos orígenes, incluyendo el rock, el reggae y diversos elementos de la música popular del Brasil (principalmente el samba y la bossa nova). Desde los años 60, es una figura representativa del movimiento musical denominado Tropicalismo junto con Caetano Veloso, Gal Costa, María Bethânia y Tom Zé, entre otros. 
También es conocido por su actividad política: desde los años 70 hizo parte del movimiento contracultural brasileño. Durante los años 80 apoyó movimientos ciudadanos a nivel local y nacional (muchos de ellos relacionados con la reivindicación de los derechos de los trabajadores y los afrobrasileños, y la defensa del medio ambiente). Desde 1988, y hasta 1992, ejerció como concejal en la ciudad de Salvador de Bahía, y en el 2003 fue nombrado por Lula da Silva ministro de Cultura de Brasil, cargo que desempeñó hasta el 2008.

## Biografía
Gilberto Passos Gil Moreira nace en una familia de clase media. Su padre es José Gil (médico), y su madre Claudina Passos Gil Moreira (maestra). Si bien nace en Salvador de Bahía, vive sus primeros años en Ituaçu, una pequeña ciudad de Bahía (Brasil) a 530 km de la capital del estado. 
En diciembre de 1951 se muda a Salvador, a la casa de una tía paterna para terminar la enseñanza primaria.
Entre 1959 y 1961 forma parte del grupo Os Desafinados, tocando la sanfona (o acordeón brasileño). En 1961 toma la guitarra como su instrumento principal, influenciado por João Gilberto y la bossa nova.
En los primeros años de la década de los '60 se dedica a componer jingles mientras trabaja como cobrador de impuestos. La primera grabación de una música suya se da en 1962 en un disco llamado "Bem devagar", con el conjunto vocal As Três Baianas, donde participa tocando el acordeón. La primera grabación de Gil cantando también es de ese año, en un disco con música hecha para Petrobras, donde interpreta "Coça, coça, lacerdinha".
En 1963 graba su primer EP: Gilberto Gil - sua música, sua interpretação, que incluye cuatro canciones suyas. Ese año conoce a Caetano Veloso, Maria Bethânia, Gal Costa y Tom Zé, con quienes establece una duradera amistad musical, que sería fundamental para la historia del tropicalismo.
En 1965 se muda a la ciudad de São Paulo. Ese año logra trascendencia nacional cuando su canción Louvação se vuelve un hit al ser grabada por Elis Regina. Además, consigue destacarse en la televisión, en el programa "O fino da bossa", conducido por Elis Regina. Decide en 1966 abandonar su trabajo para dedicarse a la música y se muda a Río de Janeiro. Graba allí su primer LP, que es lanzado en 1967: Louvação.
En febrero de 1969, en pleno auge del tropicalismo, Gilberto Gil es puesto en prisión por la dictadura brasileña junto a Caetano Veloso. Son liberados en julio y obligados a exiliarse. Parten entonces para Londres, no sin antes armar un show de despedida, de cuya grabación saldrá el disco Barra 69. En agosto es lanzado el sencillo Aquele abraço, que sería el primer gran éxito como cantante del bahiano. La canción formaría parte de su tercer álbum solista (que, al igual que el anterior y el siguiente, llevó su propio nombre). 
Durante su exilio trabaja con integrantes de bandas tan importantes como Pink Floyd, Yes o The Incredible String Band. Escribe además la banda sonora de la película Copacabana mon amour y graba su cuarto disco solista.
En enero de 1972 regresa a su país. Durante los siguientes años realiza varias giras nacionales y graba múltiples discos solistas (siendo Expresso 2222, Refazenda y Refavela los más reconocidos) y con otros artistas (Temporada de verão y Doces bárbaros, entre otros).
Durante el verano europeo de 1978 realiza una gira por el viejo continente, algo que se repetirá casi año a año. Los discos Nightingale (1978) y Realce (1979) lo confirman como una figura mundial y lo acercan al género del jazz. En 1979 lanza un EP que contenía Não chore mais, una versión de No woman, no cry (de B. Vincent). Esa canción se convierte en su mayor éxito de ventas: el disco vendió 750 mil copias.
En los años '80 su fama sigue acrecentándose, repitiéndose las giras nacionales y mundiales, y grabando gran cantidad de discos. Trabaja con gran cantidad de artistas en sus discos y giras (Jimmy Cliff, The Wailers, João Gilberto, Caetano Veloso, Maria Bethânia, entre muchos otros). En 1985 festeja sus veinte años de carrera con un gran evento organizado por el poeta Waly Salomão que se llamó "Gil, 20 anos-luz", duró una semana y participaron los más importantes representantes de la música popular brasileña y del rock de ese país.
En 1987 Gil es elegido como presidente de la "Fundação Gregório de Matos", algo así como la Secretaría Municipal de la Cultura de Salvador, cargo que ocuparía hasta el año siguiente, cuando lo abandona para dedicarse a su campaña como candidato a concejal por el Partido del Movimiento Democrático Brasileño (PMDB). Es electo para esa función, que cumple hasta 1992, destacándose su preocupación por los temas medioambientales. Abandona el PMDB para afiliarse al Partido Verde en 1990.
A pesar de su actividad política, nunca abandona la música. La década de 1990 está marcada por la gran cantidad de premios y reconocimientos que recibe. Durante esos años sigue grabando varios discos, entre los que se destacan Parabolicamara, MTV Unplugged, Tropicalia 2 (con Caetano Veloso) y Quanta gente veio ver (que recibe el Premio Grammy en 1999 como "Mejor álbum de world music").
Cuando Luís Ignácio Lula da Silva asumió la presidencia de Brasil en enero de 2003, escogió a Gil para ser ministro de Cultura del gobierno, cargo al que dimite en 2008. Su mandato se caracterizó por una perspectiva antropológica de la cultura que estimulara la diversidad cultural y la participación ciudadana en las políticas públicas. Asimismo, su gestión fue conocida internacionalmente por su defensa del software libre y por sus intentos de flexiblizar los derechos de autor.
 

Defendió el derecho de acceso a la cultura como un derecho fundamental, un principio que presentó en su discurso de asunción como ministro: 
"El Estado no hace cultura, el Estado crea las condiciones de acceso universal a los bienes simbólicos, las condiciones de creación y producción de bienes culturales, sean artefactos o mentefactos. Es porque el acceso a la cultura es un derecho básico de la ciudadanía, como el derecho a la educación, la salud, el medio ambiente saludable".
Mientras fue ministro siguió dedicándose a la música, llegando incluso su disco Eletroacustico a ganar el Premio Grammy en 2006; sin embargo, la mayoría de los discos editados por él en esa época fueron en vivo. 
En 2008, luego de su renuncia al ministerio, lanza su primer álbum con canciones propias e inéditas desde 1997: Banda larga cordel. En 2009 lanza el CD/DVD BandaDois, grabado en vivo; al año siguiente lanza Fé na festa, cuya versión en vivo gana el Premio Grammy Latino en 2011 como "Mejor Álbum de Música de Raíces Brasileñas – Regional Nativa ". 
En 2012 es lanzada la película Viramundo, con dirección del suizo Pierre-Yves Borgeaud, un documental en el que Gilberto Gil recorre el hemisferio sur de nuestro planeta, partiendo desde Bahía (Brasil) y pasando por Australia, Sudáfrica y la Amazonia. En marzo de 2012 Gil graba con la Orquestra Petrobras Sinfônica el
CD / DVD Concerto de Cordas & Máquinas de Ritmo en el Teatro Municipal de Río de Janeiro, lo que da lugar a giras por Europa y Sudamérica. El 5 de agosto de 2016 participa de la ceremonia de apertura de los Juegos Olímpicos Río 2016, cantando Isso Aqui, o Que É al lado de Caetano Veloso e Anitta.
En enero de 2018, hace un show con percusionistas de la Escuela de Samba Vai-Vai, cuya presentación para el Carnaval fue inspirada en su obra.
En agosto de 2018, lanza su disco Ok Ok Ok con la discográfica Biscoito Fino. El álbum es elegido el 4° mejor disco brasileño de 2018 por la revista Rolling Stone Brasil y es uno de los 25 mejores álbumes brasileños del segundo semestre de 2018, según la Asociación Paulista de Críticos de Arte.
En 2019, gana el Grammy Latino a Mejor Álbum de Música Popular Brasileña.
En agosto de 2019, participa del programa Criança Esperança de la Red Globo, donde cantó una versión de su canción Palco con la cantante Anitta. En este mismo mes, la banda sonora del espectáculo del Grupo Corpo, "GIL", es lanzado. En noviembre del mismo año, hace un show con la banda BaianaSystem y entra en un proceso creativo para escribir canciones inéditas para el álbum Giro (2019) de la cantante Roberta Sá, disco producido por su hijo Bem Gil.

## Discografía
- 1967 - Louvação
- 1968 - Gilberto Gil
- 1968 - Tropicália ou Panis et Circensis (disco colectivo)
- 1969 - Gilberto Gil, 1969
- 1970 - Copacabana Mon Amour (banda de sonido de la película homónima dirigida por Rogério Sganzerla)
- 1971 - Gilberto Gil, 1971
- 1972 - Expresso 2222
- 1973 - Barra 69 (en vivo, con Caetano Veloso)
- 1974 - Cidade do Salvador
- 1974 - Temporada de verão (en vivo, con Caetano Veloso y Gal Costa])
- 1974 - Gilberto Gil ao vivo (en vivo)
- 1975 - Gil, Jorge: Ogum Xangô (con Jorge Ben)
- 1975 - Refazenda
- 1976 - O Viramundo (en vivo)
- 1976 - Doces Bárbaros (disco del grupo homónimo formado por Gil, Maria Bethânia, Caetano Veloso y Gal Costa)
- 1977 - Satisfação: Raras & Inéditas
- 1977 - Refavela
- 1978 - Refestança (con Rita Lee)
- 1978 - Antologia do samba-choro (con Germano Mathias)
- 1978 - Gilberto Gil ao vivo em Montreux (en vivo)
- 1979 - Nightingale
- 1979 - Realce
- 1981 - A gente precisa ver o luar
- 1981 - Brasil (con João Gilberto, Caetano Veloso y Maria Bethânia)
- 1982 - Um banda um
- 1983 - Extra
- 1984 - Quilombo (banda de sonido de la película homónima dirigida por Cacá Diegues)
- 1984 - Raça humana
- 1985 - Dia dorim noite éon
- 1987 - Gilberto Gil em concerto
- 1987 - Ao vivo em Tóquio
- 1987 - Soy loco por ti, América
- 1987 - Um trem para as estrelas (con Cazuza, banda de sonido de la película homónima dirigida por Cacá Diegues)
- 1989 - O eterno Deus Mu Dança
- 1992 - Parabolicamará
- 1993 - Tropicália 2 (con Caetano Veloso)
- 1994 - Gilberto Gil unplugged (CD y DVD, en vivo)
- 1995 - Z: 300 anos de Zumbi (música hecha para un espectáculo del Balé da Cidade de São Paulo)[19]
- 1997 - Quanta
- 1998 - Quanta gente veio ver (en vivo)
- 1998 - O sol de Oslo
- 2000 - As canções de Eu, tu, eles
- 2000 - Gil & Milton (con Milton Nascimento)
- 2001 - São João Vivo (en vivo)
- 2002 - To be alive is good (anos 80)
- 2002 - It's good to be alive (anos 90)
- 2002 - Kaya N’Gan Daya
- 2003 - Kaya N’Gan Daya ao vivo (en vivo)
- 2003 - Salvador, 1962-1963
- 2004 - Eletracústico (en vivo)
- 2006 - Gil Luminoso
- 2008 - Banda larga cordel
- 2009 - BandaDois (en vivo)
- 2010 - Fé na festa
- 2010 - Fé na festa ao vivo (en vivo)
- 2012 - Concerto de cordas & máquinas de ritmo (en vivo, con la participación de la Orquestra Petrobras Sinfônica)
- 2014 - Gilbertos Samba
- 2014 - Gilbertos Samba Ao Vivo
- 2015 - Caetano Veloso e Gilberto Gil - Dois Amigos, Um Século de Música
- 2018 - Trinca de Ases(Gege Produções Artísticas, con Gilberto Gil, Nando Reis y Gal Acosta)
- 2018 - OK OK OK'(Gege Produções Artísticas)
- 2018 - Gilberto Gil - OK OK OK - Voz e violão

## Literatura
Expresso 2222/Antonio Risério - Corrupio.
Gilberto Gil - L'immaginazione al potere/Silvia Boschero/Arcana.
Gilberto Gil - Literatura comentada - Literatura comentada
Fred Góes - São Paulo Abril Educação - 1982.
Música Popolare brasiliana(libro)
Paolo Scarnecchia Gammalibri - 02/02/1983.
O poético e o político
Antonio Risério/Gilberto Gil - São Paulo Paz e Terra - 12/1988.
Masters of Contemporary Brazilian Song - MPB, 1965-1985
Charles Perrone - Austin.
Songbook Gilberto Gil vol. 1. Almir Chediak - Río de Janeiro. Lumiar Editora - 1992.
Songbook Gilberto Gil vol.2. Almir Chediak - Río de Janeiro. Lumiar Editora - 1992.
Todas as letras - Carlos Rennó - São Paulo - Companhia das Letras - 1996.
GiLuminoso - A po.ética do Ser Bené Fonteles - Brasília / São Paulo. Editora UNB/SESC - 1999.
A imagem do som de Gilberto Gil. Felipe Taborda.
Marginália - Arte & Cultura "Na idade da pedrada". Marisa Alvarez Lima - Río de Janeiro. Aeroplano - 01/09/2002.
Gilberto Gil - Mestres da música no Brasil - Mestres da música no Brasil. Mabel Velloso. Editora Moderna - 12/2002.
Gilberto Gil: todas as letras (versión actualizada). Carlos Rennó - São Paulo. Companhia das Letras - 2003.
Gil 60: todas as contas. Bené Fonteles/Priscila Casaes Franco - Río de Janeiro. Gege Edições - 2003.
Tropicalismo - Ideologia ou utopia?. Judite Botafogo - Recife. Nova Presença - 12/2003.
Domingo no Parque. Danilo Sorroce - Campinas. Editora Komedi - 2005.
TROPICALIA: A Revolution in Brazilian Culture. Carlos Basualdo. Museum of Contempory Art de Chicago - 10/2005.
Gil em verso. Manuel Jorge Marmelo. Quasi Edições - 01/2006.
Encontros Gilberto Gil. Sergio Cohn, org. Azougue Editorial - 2008.
A invenção da Bossa Nova e a desconstrução Tropicalista. Ernani Maurício Fernandes. Editoria Informal - 12/2008.
Cultura digital.br. Gilberto Gil - Río de Janeiro. Azougue Editorial - 24/09/2009.
Tropicália ou Panis et Circencis. Ana de Oliveira - São Paulo. Iyá Omin - 15/11/2010.
Jangada Digital. Eliane Costa - Río de Janeiro. Azougue Editorial - 18/10/2011.
Cultura pela palavra: artigos, entrevistas e discursos dos ministros da cultura 2003-2010. Gilberto Gil/Juca Ferreira - Río de Janeiro. Versal Editores - 08/05/2013.
Gilberto bem perto. Gilberto Gil/Regina Zappa. Editora Nova Fronteira - 05/07/2013.